# リンク・バブカ
リンク・バブカ（Richard ("Rink") Aldrich Babka、1936年9月23日 - 2022年1月15日）は、アメリカ合衆国の陸上競技選手。1960年代に活躍した男子の円盤投の選手で、1960年ローマオリンピックの銀メダリストである。ワイオミング州シャイアン出身。

## 経歴
バブカの両親はチェコスロバキアのボヘミア地方の出身である。バブカは、ワイオミング州出身であるが12歳のときに家族とともに、カリフォルニア州のサンフランシスコ郊外のパロアルトに移住。パロアルト・ハイスクール時代は、アメリカンフットボール、バスケットボール、野球そして陸上競技で学校のスターであった。1954年にハイスクールを卒業後、自宅近くのメンロカレッジに進学。ここでの活躍ぶりに目が留まり、複数のスポーツでの勧誘を受け南カリフォルニア大学（USC）へ進学する。USCではひざをけがしたことからアメリカンフットボールとバスケットボールをあきらめざるを得なかったが、円盤投の選手として世界のトップ選手へと成長していった。
バブカは、ローマオリンピック直前の1960年8月12日に、ポーランドのエドムンド・ピオントコフスキの世界記録59m91に並ぶ世界タイ記録を樹立。オリンピックの決勝では、バブカは1投目に58m02を投げトップに立ったが、5投目に同じアメリカのアル・オーターが59m18を投げ逆転。このまま競技は終了し、バブカは銀メダルを獲得した。
ローマオリンピックの後もバブカは世界のトップ選手であり続けたが、再びオリンピックに出場することはできず、1969年に現役を引退した。一方で、金メダルを獲得したオーターは、1968年メキシコシティーオリンピックまで、オリンピック4連勝を果たしている。

## 主な実績
| 年   | 大会                   | 場所               | 種目   | 結果 | 記録  |
| ---- | ---------------------- | ------------------ | ------ | ---- | ----- |
| 1960 | オリンピック           | ローマ(イタリア)   | 円盤投 | 2位  | 58m02 |
| 1967 | パンアメリカン競技大会 | ウィニペグ(カナダ) | 円盤投 | 2位  | 56m88 |